# Figura isoèdrica
En geometria, un polítop de dimensió 3 (un políedre) o més és isoèdric o cara-transitiu quan totes les seves cares són iguals. Més específicament, totes les cares no han de ser solament congruents sinó que han de ser transitives, és a dir, han d'estar dins de la mateixa òrbita de simetria. En altres paraules, per qualssevol cares A i B, hi ha d'haver una simetria del sòlid sencer per rotacions i reflexions que mapegi A sobre B. Per aquesta raó, els políedres isoèdrics convexos són aquelles figures que poden constituir un dau just.
Els políedres isoèdrics s'anomenen isòedres (o isoedres). Poden ser descrits per la seva configuració de cares. Una figura isoèdrica amb vèrtexs regulars també és aresta-transitiva (isotoxal) i es diu que és un políedre dual quasiregular: alguns teòrics veuen aquestes figures com a verament quasiregulars perquè comparteixen les mateixes simetries, però això generalment no és acceptat.
Un políedre que és isoèdric té un dual polièdric que és vèrtex-transitiu (isogonal). Els sòlids de Catalan, les bipiràmides i els trapezòedres són tots isoèdrics. Són els duals dels sòlids arquimedians isogonals, prismes i antiprismes, respectivament. Els sòlids platònics, que són o bé auto-duals o duals amb un altre sòlid platònic, són vèrtex-, aresta- i cara-transitius (isogonals, isotoxals i isoèdrics). Un políedre que és a la vegada isoèdric i isogonal es diu que és un políedre noble.

## Exemples
| La bipiràmide hexagonal, V4.4.6, és un exemple no-regular de políedre isoèdric. | La tessel·lació pentagonal del Caire isoèdrica, V3.3.4.3.4 | L'enrajolat dodecaèdric ròmbic és un exemple d'un enrajolat isoèdric (i isocòric) que emplena l'espai |